# John Machethe Muiruri
John Machethe Muiruri (10 oktober 1979) is een Keniaans voormalig betaald voetballer die centraal op het middenveld of op de linkerflank speelde. Hij kwam uit voor Germinal Beerschot Antwerpen en KAA Gent uit België en nog een aantal clubs uit Kenia. Hij was international en heeft 60 interlands voor Kenia op zijn naam staan.